# Pont-l’Évêque (Pont-l’Évêque)
Pont-l’Évêque ist eine Ortschaft und eine ehemalige französische Gemeinde mit zuletzt 4.418 Einwohnern (Stand 2016) im Département Calvados in der Region Normandie. Sie gehört zum Arrondissement Lisieux und zum Kanton Pont-l’Évêque.
Mit Wirkung vom 1. Januar 2019 wurden die früheren Gemeinden Pont-l’Évêque und Coudray-Rabut zur namensgleichen Commune nouvelle Pont-l’Évêque zusammengeschlossen. Den ehemaligen Gemeinden wurde in der neuen Gemeinde der Status einer Commune déléguée jedoch nicht zuerkannt. Der Verwaltungssitz befindet sich im Ort Pont-l’Évêque.
Weitere Nachbarorte sind Surville im Nordosten, Saint-Julien-sur-Calonne im Osten, Manneville-la-Pipard im Südosten, Pierrefitte-en-Auge und Saint-Hymer im Süden und Reux im Westen.

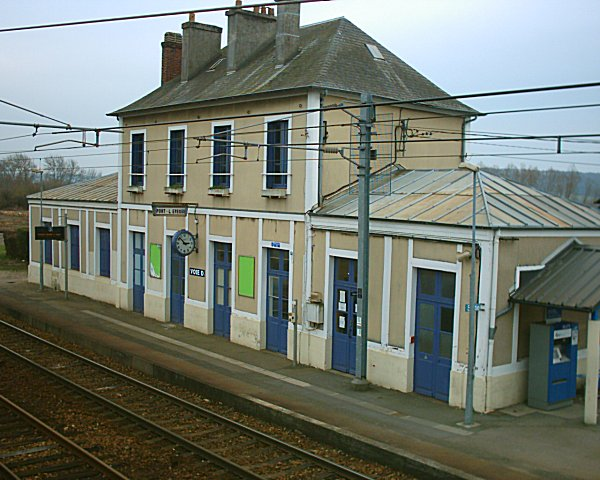
Bahnhof von Pont-l’Évêque
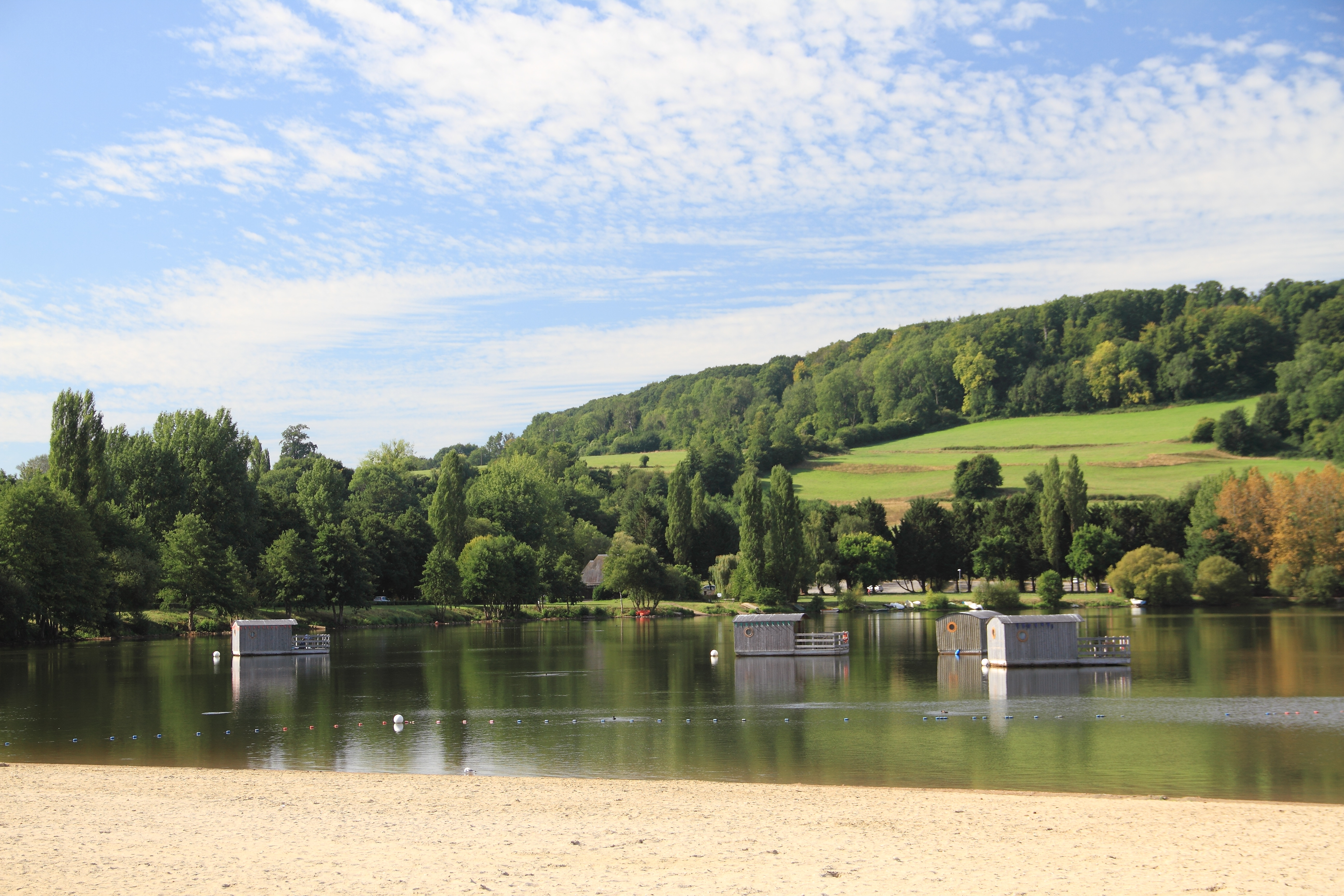
See von Pont-l’Évêque im Südosten der Gemeindegemarkung

## Bevölkerungsentwicklung
| Jahr      | 1962 | 1968 | 1975 | 1982 | 1990 | 1999 | 2008 | 2015 |
| --------- | ---- | ---- | ---- | ---- | ---- | ---- | ---- | ---- |
| Einwohner | 3188 | 3466 | 3709 | 3767 | 3843 | 4133 | 4202 | 4498 |